# Michael Owen
Michael James Owen, ismertebb nevén Michael Owen (Chester, 1979. december 14. –) angol válogatott labdarúgó, csatár. Apja, Terry Owen szintén labdarúgó volt. Féltestvére, Richie Partridge ugyancsak labdarúgó.
A felnőttek között 1996-ban, mindössze 17 évesen mutatkozott be a Liverpool FC csapatában. Ebben az évben még mindössze két mérkőzésen lépett pályára, ezeken egy gólt szerzett. Első teljes szezonjában rögtön (holtversenyes) gólkirály lett 18 góllal. Ugyanezt megismételte a következő idényben is, ismét hármas holtversenyben, és ugyancsak 18 góllal szerezte meg a gólkirályi címet. A klubnál töltött hét éve alatt annak messze legeredményesebb gólszerzője volt 118 találatával. Ezzel a Liverpool örökranglistáján sincs sokkal lemaradva a legjobb tíz játékostól.
2004-ben nyolc millió euróért a Real Madridhoz szerződött. Itt mindössze egy szezont töltött, ezalatt legtöbbször csereként számítottak rá, ennek ellenére 35 mérkőzésen 13 gólt szerzett.
2005-ben visszatért Angliába, a Newcastle igazolta le. Első szezonjában több sérülés is hátráltatta, így csak 11 mérkőzésen léphetett pályára, ezeken azonban 7 gólt szerzett. A világbajnokságon egy ártalmatlannak tűnő mozdulatot követően súlyosan megsérült, több, mint nyolc hónapot kellett kihagynia, és legközelebb csak 2007-ben játszhatott ismét. A 2007–08-as szezonban a csapat házi gólkirálya lett 11 góllal, ennek ellenére a Newcastle csak a 12. helyen végzett. Csapata a 2008–09-es szezonban még gyengébben teljesített, és végül kiesett.
2009 nyarán Owen többször kijelentette, hogy távozni szeretne a kiesett csapattól. Több angol és európai csapattal is kapcsolatba hozták, végül azonban a Manchester United lett a befutó.
A válogatottban 1998-ban mutatkozhatott be, ezzel a legfiatalabb pályára lépő játékos, majd nem sokkal később a legfiatalabb gólszerző is lett. Később játéklehetőséget kapott és gólt is szerzett az 1998-as világbajnokságon, a 2000-es Eb-n, a 2002-es világbajnokságon és a 2004-es Eb-n. A 2006-os világbajnokságon is pályára lépett, azonban a harmadik csoportmérkőzésen, Svédország ellen egy ártalmatlan passzt követően rosszul lépett és térdszalag szakadást szenvedett, ami miatt nyolc hónap kihagyásra kényszerült. 2009-ig 89 mérkőzésen 40 gólt szerzett, utóbbival az örökranglista negyedik helyén áll, kilenc góllal lemaradva az első helyezett Bobby Charltontól. 2013 márciusában jelentette be, hogy a 2012-2013-as szezon végén várhatóan befejezi profi labdarúgó pályafutását.

## Gyermekkora
Michael Owen 1979. december 14-én született Chesterben, Jeanette és Terry Owen negyedik gyermekeként. Édesapja korábban szintén labdarúgó volt, megfordult többek között az Chester City FC és az Everton FC csapataiban is. A kis Michael végül hétévesen kezdett el focizni. Bár a Liverpoolban vált világszerte ismertté, gyermekkorában annak legnagyobb ellenfelének, az Evertonnak szurkolt. A walesi Hector Drew Primary Schoolba járt általános iskolába. Tízéves korától kezdve már országos szinten felfigyeltek remek teljesítményére.
Később a Deeside Primary School csapatában játszott, ahol 97 gólt szerzett egy szezon alatt, 25 találattal megdöntve Ian Rush rekordját.

## Sportpályafutása

### Liverpool
Owen 13 évesen kezdett középiskolába járni, ekkortól lehetett szó arról, hogy valamelyik csapat leszerződtesse. Több klub, a Manchester United, a Chelsea és az Arsenal is versengett érte, ő azonban a Liverpoolt választotta. A klub intézte Owen középiskolai beíratását, az intézmény, ahová járt, az angol szövetség egy iskolája volt. Tanulmányai befejeztével tíz tantárgyból is GCSE-vizsgát tett (a magyar közoktatásban ez leginkább az emelt szintű érettségihez hasonlít).
Hivatalosan végül 16 évesen lett a 'Pool játékosa. Nagy szerepet játszott a csapat 1996-os FA Youth Cup-győzelmében, ahol a döntőben gólt szerzett a West Ham ellen. Az ellenfélnél több későbbi elismert angol labdarúgó, például Frank Lampard és Rio Ferdinand is játszott. Ezt követően gyorsan végigjárta az összes korosztályos csapatot, majd négy hónappal a kupagyőzelem és nem sokkal 17. születésnapja után már a felnőttcsapat tagja volt.
Bemutatkozására 1997 májusában került sor a Wimbledon FC ellen. Itt csereként állt be, azonban így is szerzett egy gólt. Az 1997-98-as szezonban Robbie Fowler sérülése miatt hamar kezdőként szerepelhetett, és szép lassan a csapat meghatározó tagjává vált. Ebben a szezonban, az UEFA-kupában megszerezte első gólját nemzetközi porondon is, a ligakupában pedig a Grimsby ellen mesterhármast jegyzett. Később a bajnokságban is sikerült mesterhármast szereznie, a Sheffield Wednesday ellen. Az idényt végül 18 góllal zárta, ami megosztott gólkirályi címet jelentett számára Chris Suttonnel és Dion Dublinnal. Ő lett az év fiatal játékosa is.
Az 1998-99-es szezon ismét jól sikerült neki, a csapatnak azonban már kevésbé. Hiába szerzett ugyanis 23 gólt, a csapat csak a hetedik helyen végzett, ez pedig azt jelentette, hogy nem indulhatott semmilyen nemzetközi kupában. Április 12-én, a Leeds elleni bajnokin megsérült, ami az ő szempontjából az idény végét jelentette. A következő szezonban sérülések hátráltatták, azonban végül így is szerzett 12 gólt, a Liverpool pedig ismét indulhatott az UEFA-kupában. Mivel az Eb-selejtezőkön is szenvedett korábbi sérülése miatt, a FC Bayern München orvosa, Hans-Wilhelm Müller-Wohlfahrt kezelte.
A 2000-01-es szezon a klubnak jó néhány év óta a legsikeresebb szezonja volt. Ebben az évben a 'Pool megnyerte a FA-kupát, a Ligakupát, továbbá az UEFA-kupát is. Az FA-kupa döntőjében és az UEFA-kupában is fordulatos döntő volt, előbbiben Owen két gólja kellett csapata győzelméhez, előtte ugyanis az Arsenal 1–0-ra vezetett. A második számú európai kupasorozatban, a Deportivo Alavés ellen szintén fordulatos meccset játszottak, a végeredmény itt 5–4 lett.
A kupagyőzelmek miatt a csapat játszhatott az angol és az európai szuperkupáért is. Mindkettő a Liverpool győzelmével zárult, Owen ezeken 1-1 gólt szerzett. A Bayern kapusa, Oliver Kahn ellen nem sokkal később egy Anglia–Németország barátságos válogatott találkozón is játszott, ekkor háromszor talált be neki. Az angol csapat 5–1-re nyert. A szezon végén – 20 év után – ő lett az első angol, valamint a Liverpool történetének első játékosa, aki megnyerte az Aranylabdát. Ezután megnyerte a FIFA év játékosa szavazást is, ezzel ő lett az első angol, valamint az első Premier League-játékos is, aki megnyerte ezt a díjat. 2001. december 21-én megszerezte századik gólját a Liverpool színeiben. A klub végül a második helyen zárt, ez hosszú idő óta a legjobb eredménye volt.
A 2002–03-as szezon volt az egyik legeredményesebb pályafutása során. Bár nem lett gólkirály, összesen 28 gólt szerzett. A „'Pool” sokáig a tabella élén állt, és úgy nézett ki, hogy a Premier League létrejötte óta először végre megszerezheti a bajnoki címet. Azonban néhány rossz eredmény után a csapat végül csak az ötödik helyen végzett. Owen ebben az évben megszerezte századik bajnoki gólját a West Bromwich ellen. Ezen kívül betalált a ligakupa döntőjében a Manchester United ellen, győzelemhez segítve csapatát.
A 2003–04-es szezonban ismét többször volt sérült. Hiába szerezte meg 150. gólját a Portsmouth ellen, és talált be a bajnokság során összesen tizenkilencszer, ez kevésbé sikeres szezon volt mind az ő, mind a Liverpool szempontjából. A vezetőedző, Gérard Houllier távozása után vele kapcsolatban is megindultak a pletykák, hogy elhagyja-e Liverpoolt. Az első pár BL-selejtezőn csak a kispadon ült, hogy leendő új klubjában nemzetközi mérkőzéseken is pályára tudjon lépni. Végül a Real Madrid igazolta le 8 millió euróért, emellett kiegészítésként a középpályás Antonio Núñez is csatlakozott a „vörösökhöz”. Érdekesség, hogy Owen a Liverpoolnál – az elsőt kivéve – az összes szezonban házi gólkirály lett.

### Real Madrid

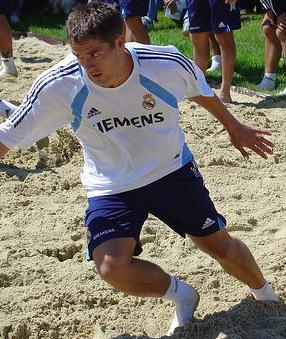
Owen a Real Madrid nyári edzőtáborában

2004 nyarán a spanyol fővárosba, a Real Madrid csapatához szerződött. A bemutatáson kiderült, hogy a 11-es számú mezt kapta. Madridi karrierje nehezen indult be, a szezon elején legtöbbször csak csere volt, ám miután októberben ismét behívták a válogatottba, rögtön az első azt követő Real-meccsen, a Dinamo Kijev elleni BL-meccsn betalált. Végül az ő gólja döntött, a Real ugyanis 1–0-ra nyert. A legközelebbi mérkőzésen, a Valencia CF ellen megszerezte első bajnoki gólját is. Ekkor a királyi gárda ugyancsak 1–0-ra nyert. Jó formája a következő hetekben is megmaradt, az ezt követő öt találkozón négyszer talált a hálóba. A szezont végül 13 góllal zárta, ez a bajnokságban a játszott percek arányában a legjobb mutató volt. Miután 2005 nyarán két támadót is igazolt a csapat Robinho és Júlio Baptista személyében, megindultak a találgatások arról, hogy Owen visszatér-e a Premier League-be. Ez végül be is következett, a Newcastle-höz igazolt. A Real Madrid színeiben 41 mérkőzésen összesen 18 gólt szerzett, a 41 találkozóból 15-ször volt kezdő.

### Newcastle
2005. augusztus 24-én bejelentették, hogy a Newcastle United FC 16 millió euróért leigazolta Owent. Bár korábbi klubja, a Liverpool, valamint annak városi riválisa, az Everton is szerette volna soraiban tudni, ők azonban nem tudták állni a magas átigazolási díjat. Owen indoklásában a távozást illetően legfőképpen az szerepelt, hogy a közelgő világbajnokság előtt több játéklehetőséget szeretett volna magának. Az átigazolással kapcsolatban egyébként felmerült, hogy Owen esetleg lelépési díjat, 12 millió eurót fizetett a Realnak. A Newcastle-lel végül egy négyéves szerződésben állapodott meg. Bemutatására a St. James' Parkban került sor, huszonötezer szurkoló előtt. Még az előszezon során kisebb sérülést szenvedett, így az első néhány bajnokin nem léphetett pályára. Első gólját második tétmérkőzésén, a Blackburn elleni 3–0-s idegenbeli győzelem alkalmával szerezte. December 17-én, a West Ham ellen klasszikus mesterhármast szerzett, vagyis fejjel, valamint bal és jobb lábbal is betalált. Az év utolsó napján, a Tottenham elleni bajnokin lábközépcsont törést szenvedett, amit meg kellett műteni. Az előzetes várakozások szerint márciusban térhetett volna vissza, azonban a rehabilitáció nem haladt a várt ütemben, ezért egy újabb operációra volt szükség. Visszatérésére végül április végén, a Birmingham ellen került sor.
Bár a 2006-os vb-re elutazott, ott rögtön az első csoportmérkőzésen, Svédország ellen súlyos térdsérülést szenvedett, ezután pedig közel egy évig harcképtelen volt. A sérülés után a Newcastle beperelte az angol szövetséget az őt ért károk miatt. Végül megszületett a megegyezés, amely szerint a FIFA és a szövetség Owen 110 ezer fontos fizetésének közel felét, 50 ezret áll. A sérülés időtartama alatt ez összesen mintegy 2 millió font lett. Később a Newcastle újabb kártérítést, körülbelül 10 millió fontot kapott. Ebből szerződtették Owen helyére Obafemi Martinst.

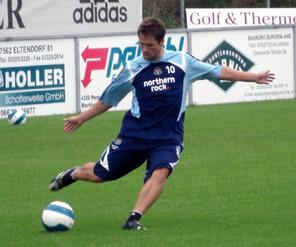
Owen 2007-ben, a Newcastle egy edzésén

Miután rendbe jött sérülése, 2007 februárjában kezdte el a könnyített edzéseket, visszatérése azonban csak két hónappal később, áprilisban jött el a skót Gretna FC elleni barátságos meccsen. Tétmérkőzésen először április 30-án játszhatott, ekkor a „szarkák” a Reading FC-től 1–0-ra kikaptak, Owen egy lesgólig jutott. Májusban ismét kisebb sérülést szenvedett, miután egy bajnokin összeütközött csapattársával, Matty Pattisonnal.
A következő szezon felkészülési meccsein jól játszott, június 17-én, a Hartlepool ellen be is talált. Néhány nappal később ismét megsérült, de azután kiderült, hogy a sérülés mégsem olyan komoly, mint amennyire azt először gondolták. Augusztusban már vissza is térhetett, így játszhatott az Aston Villa ellen, valamint a válogatott soron következő összecsapásain is. Augusztus 29-én azzal, hogy betalált, 2005 decembere óta első gólját szerezte tétmérkőzésen. Három nappal később ismét betalált, gólja akkor győzelmet ért.
Amikor épp kezdett volna ismét formába lendülni, kiderült, hogy kettős sérv miatt ismét műtétre van szüksége, és legalább egy hónapot ki kell hagynia. Visszatérése utáni első mérkőzésén aztán rögtön gólt szerzett. Novemberben, egy válogatott találkozón ismét megsérült. Klubedzője, Sam Allardyce kritizálta őt, amiért elvállalta a kevéssé fontos válogatott fellépést.
Több, mint három hónap gólcsend után legközelebb már az új edző, Kevin Keegan irányítása alatt talált a kapuba, egy Stoke elleni megismételt FA-kupa-összecsapáson. Áprilistól a következő hat bajnokin hat gólt szerzett, hozzásegítve ezzel a csapatot a középmezőnybeli pozícióhoz. Ezen a hat találkozón a mérleg négy győzelem és két döntetlen volt. Az utolsó mérkőzésen is betalált, igaz, a Newcastle ekkor sima, 3–1-es vereséget szenvedett az Everontól.
A 2008–09-es szezon felkészülési mérkőzéseit gyakorlatilag teljes egészében kihagyta kisebb sérülések miatt, és a nyitómeccsen sem játszhatott. A második fordulóban léphetett ismét pályára, ahol csereként állt be, majd végül ő szerezte a győzelmet jelentő gólt.
A téli átigazolási időszak kezdetéhez közeledve Owen előszerződést szeretett volna kötni más klubokkal. Mivel a Newcastle-lel a nyáron lejárt volna a szerződése, a klub felajánlott neki egy újat, ám ezt végül nem fogadta el. Ekkortájt több pletyka is szárnyra kapott, miszerint Owen a sorozatos sérülések miatt már a visszavonulását tervezi. A csalódást keltő szezon végén hiába ült a kispadra a klub korábbi legendája, Alan Shearer, ő sem tudta az első osztályban tartani a csapatot. Ezzel a Newcastle 15 év után először kiesett a Premier League-ből.

### Manchester United

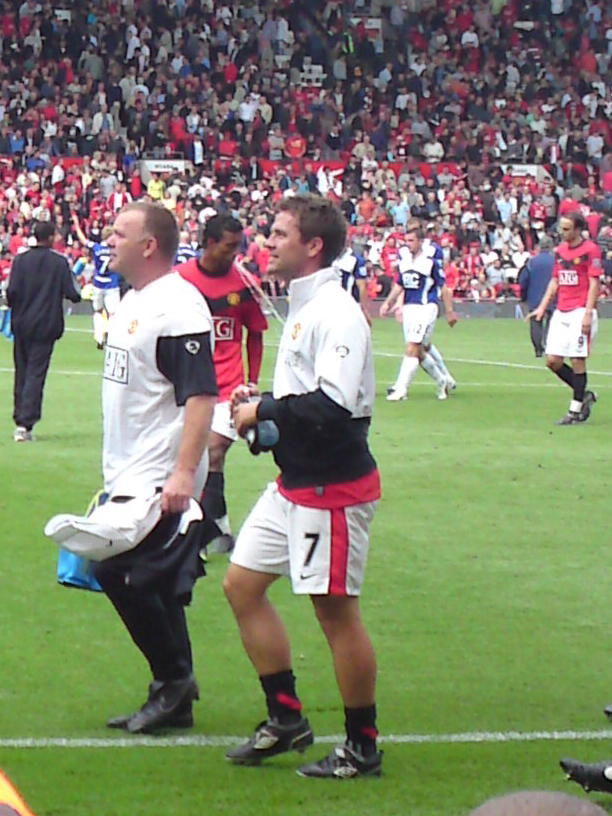
Owen az Old Traffordon, a Birmingham City FC elleni mérkőzésen

Miután a Newcastle kiesett az első osztályból, Owen mindenképp váltani akart. Több csapat, többek között az Aston Villa, az Everton, a Hull és a Stoke is érdeklődött iránta, azonban 2009. július 3-án bejelentették, hogy kétéves szerződést írt alá a Manchester United FC csapatával. Első sajtótájékoztatóján a hetes mezt kapta meg, amelyet előtte Cristiano Ronaldo viselt.
A Unitednél első gólját még a felkészülési szezonban, a maláj ligaválogatott ellen szerezte. Az előszezonban ezen kívül még további három gólt szerzett. A bajnokságban augusztus 16-án mutatkozott be a Birmingham ellen, csereként. Első tétmérkőzésen szerzett gólja egy héttel később, a Wigan Athletic FC ellen született meg. Szeptemberben a városi rivális Manchester City FC ellen győztes gólt lőtt, a hosszabbítás hatodik percében. A végeredmény 4–3 lett a United javára. Így már a negyedik nagy rangadón szerzett gólt, a Merseyside derby, az El Clásico, a Tyne–Wear derby után a Manchester derbyn is betalált. Első Bajnokok Ligája-gólját a CSZKA Moszkva ellen lőtte, ezzel alakítva a végeredményt 3–3-ra. A következő BL-fordulóban, a VfL Wolfsburg ellen megszerezte első mesterhármasát is a Manchester színeiben. Ez volt az első alkalom 2005 óta, hogy három gólt tudott szerezni egy mérkőzésen.
A Ligakupa döntőjében kezdő volt, a 13. percben gólt szerzett, majd megsérült. Ezután már nem tudott a szezonban pályára lépni, kihagyta a világbajnokságot is.
A 2010-11-es szezon előtti felkészülés során térhetett vissza sérüléséből. Első gólját ebben az idényben augusztus 4-én, az ír ligaválogatott ellen szerezte. Tétmérkőzésen először szeptember 22-én, a Scunthorpe elleni ligakupa-mérkőzésen talált be. Négy nappal később a Bolton ellen is eredményes volt, egy pontot megmentve csapatának a 2–2-re végződő összecsapáson. Január 29-én a kupában is betalált a Southampton ellen. A United bajnoki címét bebiztosító mérkőzésén, a Blackburn ellen végig a kispadon ült. A bajnokság utolsó, már tét nélküli mérkőzésén ismét betalált, az ellenfél a Blackpool ellen. A Bajnokok Ligája döntőjében, az FC Barcelona ellen ismét a kipsadon ült, és ezúttal sem állt be egyetlen percre sem. Június elsején egy évvel meghosszabbította lejáró szerződését.
A 2011-12-es idény első góljait a Leeds ellen szerezte a ligakupában, hozzásegítve csapatát egy 3–0-s győzelemhez. A következő körben, az Aldershot ellen ismét betalált. Az Oţelul Galaţi elleni BL csoportmérkőzésen combsérülést szenvedett, ebből csak februárra épült fel.

### Válogatott
Owen utánpótlás-szinten rendkívül sikeres volt. Az U20-as válogatottal az 1997-es ifjúsági labdarúgó-világbajnokságon négy meccsen három gólt szerzett. Az U21-es válogatottban csak egy találkozó erejéig tűnt fel, ezen be is talált. A felnőtt válogatottban 1998. február 11-én mutatkozott be, egy Chile elleni 2–0-s vereség alkalmával. Ezzel ő lett az addigi legfiatalabb pályára lépő játékos a nemzeti csapatban.
Hamar nagy népszerűségre tett szert, és rengeteg szurkoló követelte őt a világbajnokságra utazó keretbe. A világbajnokság előtt, a Marokkó elleni felkészülési mérkőzésen első gólját is megszerezte, amivel a válogatott legfiatalabb gólszerzője lett. Ezt a rekordját Wayne Rooney döntötte meg 2003-ban.
Bár elutazott a vb-re, az első két mérkőzésen csak csereként nevezte Glenn Hoddle szövetségi kapitány. A második – a románok elleni – meccsen hiába talált be, az angol csapat így is kikapott 2–1-re. Ezt követően bekerült a kezdőcsapatba, ám az Argentína elleni nyolcaddöntőben hiába talált be, az angolok mégis kiestek – büntetőpárbaj után. Az év végén ő lett a megtisztelő BBC év sportolója-díj nyertese.
Mivel játszott a 2000-es Eb-n, a 2002-es világbajnokságon és a 2004-es Eb-n is, az egyetlen angol labdarúgó volt, aki négy világversenyen is részt vehetett.
2002-ben először lett a válogatott csapatkapitánya, mivel David Beckhamet sérülés miatt le kellett cserélni. Ezzel ő volt a legfiatalabb csapatkapitány Bobby Moore óta. Ebben az időszakban az éppen aktuális csapatkapitány bármilyen okból történő hiányzása esetén ő viselte a csapatkapitányi karszalagot. Amikor 2006-ban, a hosszú sérülése utáni rehabilitáció részeként bemutatkozott a B-válogatottban, ő volt a csapatkapitány egészen addig, amíg a 61. percben le nem cserélték.
A 2006-os labdarúgó-világbajnokságon az első két csoportmérkőzést végigjátszotta, ám a harmadikon, Svédország ellen mindössze 51 másodpercet játszhatott, ugyanis egy rossz lépés után súlyosan megsérült. A torna után térdszalag-szakadást állapítottak meg nála. 2006. szeptember 6-án megműtötték, az operációt Richard Steadman vezette. A sérülés miatt 2007 áprilisáig nem játszhatott, emiatt kihagyni kényszerült az első hat Európa-bajnoki selejtezőt. Visszatérésére ugyancsak a B-válogatottban került sor, Albánia ellen. Ezután már az A-válogatott keretében szerepelt az Észtország és a Brazília elleni meccseken, és Észtország ellen gólt is szerzett.
Legutoljára 2007. szeptember 17-én, Oroszország ellen szerepelt a nemzeti csapatban. Az oroszok elleni két gólja azt jelentette, hogy ő lett az első játékos, aki a régi és az új Wembley Stadionban is gólt szerzett. A válogatott örökranglistáján jelenleg a negyedik helyen áll Bobby Charlton (49 gól), Gary Lineker (48) és Jimmy Greaves (44) mögött.
Bár azóta nem szerepelt a válogatottban, többször felvetődött a behívása, ám erre eddig nem került sor, kihagyta a teljes 2010-es vb-selejtező sorozatot is. A helyzet akkor sem változott, amikor a válogatott csatárai, Emile Heskey és Wayne Rooney is sérültek voltak. Később aztán Fabio Capello szövetségi kapitány kijelentette, hogy neki is ugyanannyi esélye van bekerülni a nemzeti csapatba.
2013 márciusában bejelentette, hogy a 2012-2013-as szezon végén befejezi profi labdarúgó pályafutását.
Úgy érzem, eljött az ideje annak, hogy leengedjem a függönyt a pályafutásom végén"

## Statisztika

### Klubcsapataiban
| Klub              | Szezon    | Bajnokság | Bajnokság | Kupa | Kupa | Ligakupa | Ligakupa | Európa | Európa | Egyéb | Egyéb | Összesen | Összesen |
| Klub              | Szezon    | Mérk      | Gól       | Mérk | Gól  | Mérk     | Gól      | Mérk   | Gól    | Mérk  | Gól   | Mérk     | Gól      |
| ----------------- | --------- | --------- | --------- | ---- | ---- | -------- | -------- | ------ | ------ | ----- | ----- | -------- | -------- |
| Liverpool         | 1996–97   | 2         | 1         | 0    | 0    | 0        | 0        | 0      | 0      | 0     | 0     | 2        | 1        |
| Liverpool         | 1997–98   | 36        | 18        | 0    | 0    | 4        | 4        | 4      | 1      | 0     | 0     | 44       | 23       |
| Liverpool         | 1998–99   | 30        | 18        | 2    | 2    | 2        | 1        | 6      | 2      | 0     | 0     | 40       | 23       |
| Liverpool         | 1999–2000 | 27        | 11        | 1    | 0    | 2        | 1        | 0      | 0      | 0     | 0     | 30       | 12       |
| Liverpool         | 2000–01   | 28        | 16        | 5    | 3    | 2        | 1        | 11     | 4      | 0     | 0     | 46       | 24       |
| Liverpool         | 2001–02   | 29        | 19        | 2    | 2    | 0        | 0        | 12     | 5      | 2     | 2     | 45       | 28       |
| Liverpool         | 2002–03   | 35        | 19        | 2    | 0    | 4        | 2        | 13     | 7      | 1     | 0     | 55       | 28       |
| Liverpool         | 2003–04   | 29        | 16        | 3    | 1    | 0        | 0        | 6      | 2      | 0     | 0     | 38       | 19       |
| Liverpool         | Összesen  | 216       | 118       | 15   | 8    | 14       | 9        | 52     | 21     | 3     | 2     | 297      | 158      |
| Real Madrid       | 2004–05   | 35        | 13        | 4    | 2    | –        | –        | 4      | 1      | 0     | 0     | 43       | 16       |
| Real Madrid       | Összesen  | 35        | 13        | 4    | 2    | –        | –        | 4      | 1      | 0     | 0     | 43       | 16       |
| Newcastle United  | 2005–06   | 11        | 7         | 0    | 0    | 0        | 0        | 0      | 0      | 0     | 0     | 11       | 7        |
| Newcastle United  | 2006–07   | 3         | 0         | 0    | 0    | 0        | 0        | 0      | 0      | 0     | 0     | 3        | 0        |
| Newcastle United  | 2007–08   | 29        | 11        | 3    | 1    | 1        | 1        | 0      | 0      | 0     | 0     | 33       | 13       |
| Newcastle United  | 2008–09   | 27        | 8         | 2    | 0    | 2        | 2        | 0      | 0      | 0     | 0     | 31       | 10       |
| Newcastle United  | Összesen  | 70        | 26        | 5    | 1    | 3        | 3        | 0      | 0      | 0     | 0     | 78       | 30       |
| Manchester United | 2009–10   | 19        | 3         | 1    | 0    | 4        | 2        | 6      | 4      | 1     | 0     | 31       | 9        |
| Manchester United | 2010–11   | 11        | 2         | 2    | 1    | 1        | 2        | 2      | 0      | 1     | 0     | 17       | 5        |
| Manchester United | 2011–12   | 1         | 0         | 0    | 0    | 2        | 3        | 1      | 0      | 0     | 0     | 4        | 3        |
| Manchester United | Összesen  | 31        | 5         | 3    | 1    | 7        | 7        | 8      | 5      | 2     | 0     | 52       | 17       |
| Összesen          | Összesen  | 353       | 162       | 27   | 12   | 24       | 19       | 63     | 26     | 5     | 2     | 473      | 221      |

2011. december 22. szerint

### Válogatott góljai
| #  | Időpont    | Helyszín                               | Ellenfél       | Végeredmény               | Esemény              | Gólok |
| -- | ---------- | -------------------------------------- | -------------- | ------------------------- | -------------------- | ----- |
| 1  | 1998-05-27 | Stade Mohamed V, Casablanca            | Marokkó        | 1–0                       | Barátságos mérkőzés  | 1     |
| 2  | 1998-06-22 | Stade de Toulouse, Toulouse            | Románia        | 1–2                       | Világbajnokság       | 1     |
| 3  | 1998-06-30 | Stade Geoffroy-Guichard, Saint-Étienne | Argentína      | 2–2 (3–4 tizenegyesekkel) | Világbajnokság       | 1     |
| 4  | 1998-10-14 | Stade Josy Barthel, Luxembourg         | Luxemburg      | 3–0                       | Eb-selejtező         | 1     |
| 5  | 1999-09-04 | Wembley Stadion, London                | Luxemburg      | 6–0                       | Eb-selejtező         | 1     |
| 6  | 2000-09-27 | Wembley Stadion, London                | Brazília       | 1–1                       | Barátságos mérkőzés  | 1     |
| 7  | 2000-06-20 | Stade du Pays de Charleroi, Charleroi  | Románia        | 2–3                       | Európa-bajnokság     | 1     |
| 8  | 2000-09-02 | Stade de France, Párizs                | Franciaország  | 1–1                       | Barátságos mérkőzés  | 1     |
| 9  | 2001-03-24 | Anfield, Liverpool                     | Finnország     | 2–1                       | Vb-selejtező         | 1     |
| 10 | 2001-03-28 | Qemal Stafa, Tirana                    | Albánia        | 3–1                       | Vb-selejtező         | 1     |
| 11 | 2001-09-01 | Olympiastadion, München                | Németország    | 5–1                       | Vb-selejtező         | 3     |
| 14 | 2001-09-05 | St James’ Park, Newcastle              | Albánia        | 2–0                       | Vb-selejtező         | 1     |
| 15 | 2002-04-17 | Anfield, Liverpool                     | Paraguay       | 4–0                       | Barátságos mérkőzés  | 1     |
| 16 | 2002-05-21 | Jeju World Cup Stadium, Seogwipo       | Dél-Korea      | 1–1                       | Barátságos mérkőzés  | 1     |
| 17 | 2002-06-15 | Stadium Big Swan, Niigata              | Dánia          | 3–0                       | Világbajnokság       | 1     |
| 18 | 2002-06-21 | Shizuoka Stadium, Shizuoka             | Brazília       | 1–2                       | Világbajnokság       | 1     |
| 19 | 2002-10-12 | Tehelné pole, Pozsony                  | Szlovákia      | 2–1                       | Eb-selejtező         | 1     |
| 20 | 2003-03-29 | Rheinpark Stadion, Vaduz               | Liechtenstein  | 2–0                       | Eb-selejtező         | 1     |
| 21 | 2003-06-11 | Riverside Stadion, Middlesbrough       | Szlovákia      | 2–1                       | Eb-selejtező         | 2     |
| 23 | 2003-08-20 | Portman Road, Ipswich                  | Horvátország   | 3–1                       | Barátságos mérkőzés  | 1     |
| 24 | 2003-09-10 | Old Trafford, Manchester               | Liechtenstein  | 2–0                       | Eb-selejtező         | 1     |
| 25 | 2004-06-01 | City of Manchester Stadium, Manchester | Japán          | 1–1                       | FA Summer Tournament | 1     |
| 26 | 2004-06-24 | Estadio da Luz, Lisszabon              | Portugália     | 2–2 (5–6 tizenegyesekkel) | Európa-bajnokság     | 1     |
| 27 | 2004-08-18 | St James’ Park, Newcastle              | Ukrajna        | 3–0                       | Barátságos mérkőzés  | 1     |
| 28 | 2004-10-13 | Tofik Bahramov Stadion, Bakı           | Azerbajdzsán   | 1–0                       | Vb-selejtező         | 1     |
| 29 | 2005-03-26 | Old Trafford, Manchester               | Észak-Írország | 4–0                       | Vb-selejtező         | 1     |
| 32 | 2005-05-31 | Giants Stadium, East Rutherford        | Kolumbia       | 3–2                       | Barátságos mérkőzés  | 3     |
| 33 | 2005-10-12 | Old Trafford, Manchester               | Lengyelország  | 2–1                       | Vb-selejtező         | 1     |
| 35 | 2005-11-12 | Stade de Genève, Genf                  | Argentína      | 3–2                       | Barátságos mérkőzés  | 2     |
| 36 | 2006-06-03 | Old Trafford, Manchester               | Jamaica        | 6–0                       | Barátságos mérkőzés  | 1     |
| 37 | 2007-06-06 | A. Le Coq Arena, Tallinn               | Észtország     | 3–0                       | Eb-selejtező         | 1     |
| 38 | 2007-09-08 | Wembley Stadion, London                | Izrael         | 3–0                       | Eb-selejtező         | 1     |
| 40 | 2007-09-12 | Wembley Stadion, London                | Oroszország    | 3–0                       | Eb-selejtező         | 2     |

## Magánélete
Owen későbbi feleségével, Louise Bonsall-lel még az általános iskolában ismerkedett meg, 1984-ben. A pár 2004. február 14-én jegyezte el egymást, és 2005-ben házasodtak össze a chesteri Carden Park Hotelben.
2003-ban született első gyermekük, Gemma Rose. 2006-ban újabb utód érkezésének örülhettek, ekkor született James Michael, legutóbb, 2007-ben pedig Emily May.
Amikor visszatért Angliába játszani, egy ideig helikopter-vezetést tanult, amit később a Newcastle nem engedélyezett neki. Szintén Angliába való visszatérésekor családjának egy egész utcát vett a walesi Ewloe-ban, ahol korábban élt.
Féltestvére, Richie Partridge szintén labdarúgó.
Egy alkalommal dokumentumfilmet forgattak róla. 2001-ben a Nestlé Sporties nevű gabonapehely angliai reklámarca volt. A Pro Evolution Soccer 2008 számítógépes játék borítóján ő is szerepelt. 1998 óta a svájci Tissot óragyártó cég reklámarca, emellett van szerződése a Jaguarral is.
Korábban felmerült, hogy visszavonulása után részesedést vásárolna édesapja korábbi csapatában, a Chesterben.

## Sikerek

### Csapatban
Liverpool
- FA Kupa (2001)
- UEFA-kupa (2001)
- Angol Ligakupa (2001,2003)
- Európai Szuperkupa (2001)
- Angol Szuperkupa (2001)
- FA Youth Cup (1996)

Newcastle
- Intertotó-kupa (2006)

Manchester United
- Premier League (2011)
- Angol Ligakupa (2010)

Válogatott
- FA Summer Tournament (2004)

### Egyéni elismerések
- PFA-év fiatal játékosa (1998)[14]
- BBC Az év sportszemélyisége (1998)[103]
- Aranylabda (2001)[104]
- Angol gólkirály (1998, 1999)[105]